# Peter Christoph Düren
Peter Christoph Düren (* 1964 in Düren) ist ein katholischer Theologe, Autor und Verleger sowie Theologischer Referent im Bistum Augsburg.

## Leben
Seine philosophisch-theologischen Studien an der Bonner Rheinischen Friedrich-Wilhelms-Universität und an der Universität Augsburg beschloss Düren 1989 in Bonn mit der Diplomarbeit zum sakramentalen Weihecharakter, worin er eine dogmenhistorische Untersuchung seiner Träger und spekulativ-dogmatische Betrachtung seines Wesens betrieb. Während des Wintersemesters 1989/90 unterstützte Düren als Wissenschaftlicher Mitarbeiter den Lehrstuhl „Kirchengeschichte des Mittelalters und der Neuzeit“ an der Katholisch-Theologischen Fakultät der Universität Augsburg. Seit 1989 ist Düren hauptberuflich als Theologischer Referent im Bischöflichen Ordinariat Augsburg in der für Glaube, Lehre, Hochschule, Gottesdienst und Liturgie zuständigen Hauptabteilung tätig. 1996 erfolgte die Promotion in katholischer Theologie an der Universität Augsburg im Fach Dogmatik mit der Dissertation zum „Tod als Ende des irdischen Pilgerstandes“.
Düren betreibt seit 2007 den in Augsburg ansässigen Dominus-Verlag und referiert seit 1997 an der Theologischen Sommerakademie in Dießen bzw. Augsburg sowie seit 2002 an der Internationalen Theologischen Sommerakademie in Aigen, Oberösterreich. Zudem verfasst Düren katholische Handreichungen zum Thema Familie und Elternschaft.

## Veröffentlichungen (in Auswahl)
- Katholisch glauben und leben. Eine Einführung. Dominus Verlag, Augsburg 2022, ISBN 978-3-940879-73-8.
- Der Tod als Ende des irdischen Pilgerstandes. Reflexion über eine katholische Glaubenslehre. 5. Auflage. Dominus Verlag, Augsburg 2017, ISBN 978-3-940879-50-9 (691 S.).
- Der Ablass in Lehre und Praxis. Die vollkommenen Ablässe der katholischen Kirche. 4. Auflage. Dominus Verlag, Augsburg 2017, ISBN 978-3-940879-26-4.
- Elternschaft verantwortet leben. Moraltheologische und methodische Aspekte. 3. Auflage. Johannes-Verlag, Leutesdorf 1994, ISBN 3-7794-1328-0.
- Christus in heiligen Zeichen. Eine kleine Sakramentenlehre. EOS-Verlag, St. Ottilien 1991, ISBN 3-88096-679-6.